# Vibrato

Vibrato op gitaar

Vibrato (afgeleid van het Italiaanse vibrare: trillen) is een muzikaal effect dat wordt veroorzaakt door het periodiek afwisselen van de hoogte van een toon. De omvang van de variatie in toonhoogte (modulatiediepte) is gewoonlijk ten hoogste een halve toon, maar meestal veel minder. De snelheid waarmee de toon varieert, de modulatiefrequentie, bedraagt doorgaans 1 tot 7 Hz. Als meerdere zangers of instrumentalisten samen spelen of zingen, zorgt een (matig) vibrato voor een beter versmelten van de individuele klanken tot een geheel. Vibrato kan een zangstem en instrumenten warmer doen klinken. Het gebruik van veel of juist geen vibrato is in de loop van de muziekgeschiedenis sterk wisselend. 
Vibrato wordt toegepast in zang, bij snaarinstrumenten en blazers, alsook in synthesizers. In een instrument als de vibrafoon is het vibrato een essentieel onderdeel van de klank van het instrument.

## Factoren binnen het vibrato
Vibrato kan doorgaans niet losgezien worden van de muzikale uitdrukking die beoogd wordt. Technisch gezien zijn er wel factoren aan te wijzen en te bestuderen die de kwaliteit en zeggingskracht van het vibrato bepalen:
- Snelheid van de vibratogolf (de modulatiefrequentie)
- Volumefluctuatie binnen het vibrato (micro- en macrodynamiek, ofwel: amplitude en 'gewone' dynamiek zoals crescendo-decrescendo)
- Plek van het vibrato t.o.v. de toonhoogte (vibrato 'onder' of 'in/door' of 'op' de toonhoogte)
- Versnellingen of vertragingen binnen het vibrato